# ناپلئون لویی بناپارت
ناپلئون لویی بناپارت (۱۱ اکتبر ۱۸۰۴ - ۱۷ مارس ۱۸۳۱) پسر دوم لویی اول پادشاه هلند و برادرزاده ناپلئون بناپارت بود. مادر وی فرزند ژوزفین همسر اول ناپلئون بود. وی بعد از استعفای پدرش از سلطنت به مدت ۹ روز تا زمان تصرف هلند توسط ارتش فرانسه، پادشاه هلند بود.
ناپلئون لویی در سال ۱۸۳۱ در سن ۲۶ سالگی بر اثر ابتلا به سرخک در ایتالیا درگذشت.